# Potamophylax inermis
Potamophylax inermis är en nattsländeart som beskrevs av Moretti och Cianficconi 1994. Potamophylax inermis ingår i släktet Potamophylax och familjen husmasknattsländor. Inga underarter finns listade i Catalogue of Life.